# Spöttberg

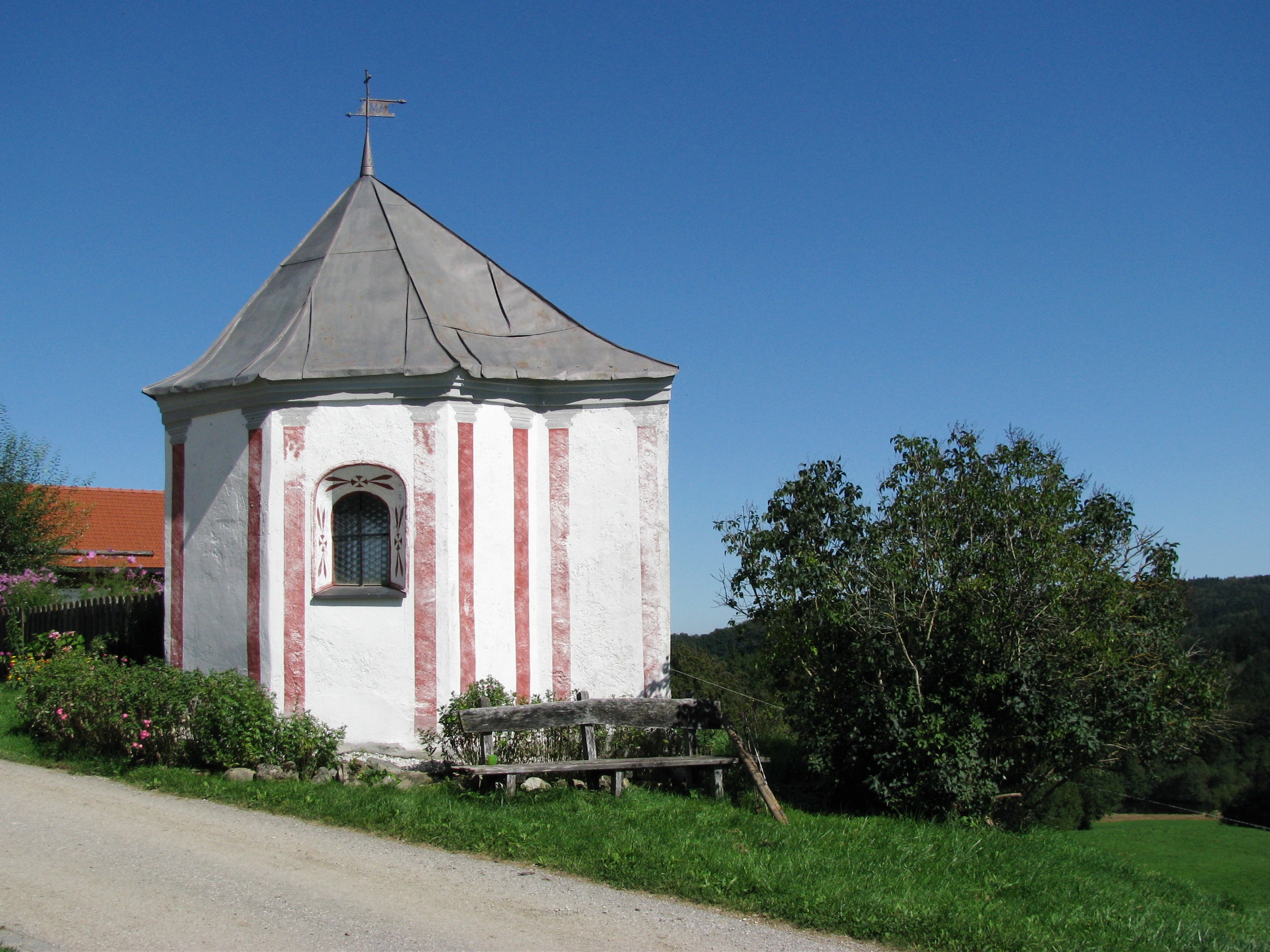
Hofkapelle Spöttberg 1

Spöttberg ist ein Ortsteil der Gemeinde Dietramszell im Landkreis Bad Tölz-Wolfratshausen (Oberbayern).

## Geografie
Die Einöde liegt etwa drei Kilometer südwestlich von Dietramszell. 

## Gemeindezugehörigkeit und Einwohner
Die Einöde gehörte zu der am 1. Mai 1978 aufgelösten Gemeinde Kirchbichl; während der Hauptort und weitere Ortsteile nach Bad Tölz eingegliedert wurden, schloss sich der nördliche Gemeindeteil, darunter auch Spöttberg, der Gemeinde Dietramszell an.
1871 hatte der Ort acht Einwohner, bei der Volkszählung 1987 wurden sechs Personen registriert.

## Baudenkmäler
Einziges Baudenkmal des Ortes ist die Hofkapelle Zur schmerzhaften Muttergottes, ein kleiner oktogonaler Zentralbau mit eingezogenem Chor und Fassadenmalerei, bezeichnet 1702.
Siehe: Denkmalliste